# 鵜飼康弘
鵜飼 康弘（うかい やすひろ、ウカイ、uk、8月15日 - ）は、日本の作曲家。
COPTER4016882、UTRECHT、the agniss、The PEGASUSS、Zombieboy & DJ trendy等、幾つかのユニットに所属し作詞、作曲、演奏を担当している。

## 楽曲の特徴
COPTER4016882では渋谷系を基調としたポップなサウンドだが、ひねくれた歌詞や展開、またロックの色が強く、その多くはかわいいイメージの渋谷系とは異なる。
また、UTRECHTは日本のクラブシーンにおいて80'sリバイバル、エレクトロをいち早く取り入れた存在でもある。
近年ではリアルタイムな海外のクラブシーンに傾倒しており、リミックス活動等においてベースラインハウスやダブステップ等の影響も見受けられる。

## 来歴
- 1999年COPTER4016882を結成
- 2000年Badnews RecordsよりCOPTER4016882の作品をリリース
- 2004年中田ヤスタカの主催するcontemodeよりCOPTER4016882の作品をリリース
  - この頃から中田ヤスタカの主催するクラブイベントにてレギュラーDJとしても活動
  - DJの中村義響、Plus-Tech Squeeze BoxのハヤシベトモノリとUTRECHTを結成
- 2005年gizmmo recordsよりUTRECHTの作品をリリース
- 2006年以降、幾つかの名義を使用し楽曲提供、リミックス等を手がける

## ディスコグラフィー

### シングル
- COPTER4016882 - J madd 9 ([2001年、Bad News Records)
- UTRECHT - FIRST KISS E.P (2005年、gizmmo records)
- UTRECHT - XXCT E.P (2005年、gizmmo records)
- UTRECHT - BLACK KNIGHT E.P (2006年、gizmmo records)

### アルバム
- COPTER4016882 - MICKPHONE（2000年、Bad News Records）
- COPTER4016882 - KILLER PULSE （2001年、Bad News Records）
- COPTER4016882 - Perfect Joke （2004年、contemode）
- UTRECHT - NEW BEACH （2005年、gizmmo records）
- COPTER4016882 - 2D2D （2006年、contemode）
- UTRECHT - phantom of indie boyz （2006年、gizmmo records）
- ZOMBIEBOY & DJ TRENDY - Absolute Trash Works （2010年）

### コンピレーション参加作品
- COPTER4016882 - contemode V.A.（2003年、contemode）
- COPTER4016882 - The Sound of SOFTLY! Vol.2 Electron tribute to Flipper's Guitar（2004年、softly）
- COPTER4016882 - contemode V.A. 2（2004年、contemode）
- UTRECHT - SOUND OF GARDEN for us（2005年、philter records）
- COPTER4016882 - 108% Bad News（2007年、Bad News Records）
- the agniss - LOVE ELECTRO（2008年、SME records）
- the agniss - LOVE ELECTRO 2（2009年、SME records）

### リミックス
COPTER4016882
- capsule - レトロメモリー

The PEGASUSS
- The Brixton Academy - Night Club
- Handsomeboy Technique - When The Sun Shines
- The New House - Social Evils and A Potato
- Extrapelro - Bañadores
- LOVE AND HATES - THE DRUM
- HNC - Girl Things
- AMWE - Bangin' The Drum
- ZOMBIEBOY & DJ TRENDY - Urban Playboys
- Nu clear classmate - I Leave The Parade Wearing A Dress
- Sloppy Joe - Country

ZOMBIEBOY & DJ TRENDY
- HNC - WITCHES' PARTY
- Nu clear classmate - Causeless Pain

### 楽曲提供
the agniss
- 西野カナ - doll （2009年、SME records）